# Alexandre Promio
Jean Alexandre Louis Promio (Lyon, 9 de julho de 1868 — Asnières-sur-Seine, 24 de dezembro de 1926) foi um cineasta francês. Juntamente com Félix Mesguich, é considerados um dos primeiros repórteres do cinema.
De origem italiana começa a interessar-se pela fotografia e pelo novo cinematógrafo pelo que entra em contacto com os irmãos Lumière em 1896, que o mandam a Espanha onde são filmadas pela primeira vez cenas da Plassa del puerto Barcelona, Puertas del Sol Madrid, onde recebe um apoio importante por parte da rainha regente que lhe permite filmar vistas militares.
Entre Junho de 1896 e Setembro de 1897 faz a volta ao mundo para constituir o catálogo de imagens dos irmãos Lumière e de onde traz filmagens tão diversas como de New York, Chicago, as quedas do Niágara, mas é em Itália que filma o que o tornou célebre, os travellings chamados nessas época em frança, Panorames:
- Panorame du Grand Canal filmado de um barco e
- Panorame de la place Saint-Marc

A 7 de julho de 1896 faz uma demonstração do cinematógrafo ao Tsar Nicolau II e à  Tsarina em São Petersburgo, na Rússia.
Segundo Rittaud-Hutinet, Alexandre Promio, era uma espécie de dandy globe-trotter sempre nos melhores hotéis e restaurantes, atiradiço, e fazendo-se convidado junto da alta-sociedade com pretexto de mostrar o seu cinematógrafo.